# Высокое (Невельский район)
Высокое — деревня в Невельском районе Псковской области России. Входит в состав Усть-Долысской волости.

## География
Расположена в 18 км к северо-западу от райцентра, города Невель, и в 5 км к югу от бывшего волостного центра Трехалёво.

## Население
| 2001 | 2002 | 2010 |
| ---- | ---- | ---- |
| 18   | ↘11  | ↗41  |

Численность населения деревни по оценке на начало 2001 года составляла 18 человек.

## История
С января 1995 до апреля 2015 года деревня входила в состав ныне упразднённой Трехалёвской волости.

## Топографические карты
- Лист карты O-35-XXXVI Невель. Масштаб: 1 : 200 000. Состояние местности на 1984 год. Издание 1988 г.